# Oprtalj
Oprtalj (italienisch Portole d'Istria) ist eine Gemeinde in der Gespanschaft Istrien, Kroatien. Die Zahl der Einwohner der Gemeinde lag 2021 bei 748. Zugleich ist Oprtalj/Portole der Hauptort der Gemeinde mit 75 Einwohnern. Die Umgebung ist vor allem für ihren Trüffelreichtum bekannt. Oprtalj/Portole gehört zu dem Teil Istriens, in dem Orts- und Hinweistafeln, viele Bekanntmachungen und oft auch Straßennamen in den beiden traditionellen Landessprachen Kroatisch und Italienisch ausgewiesen werden.

## Lage

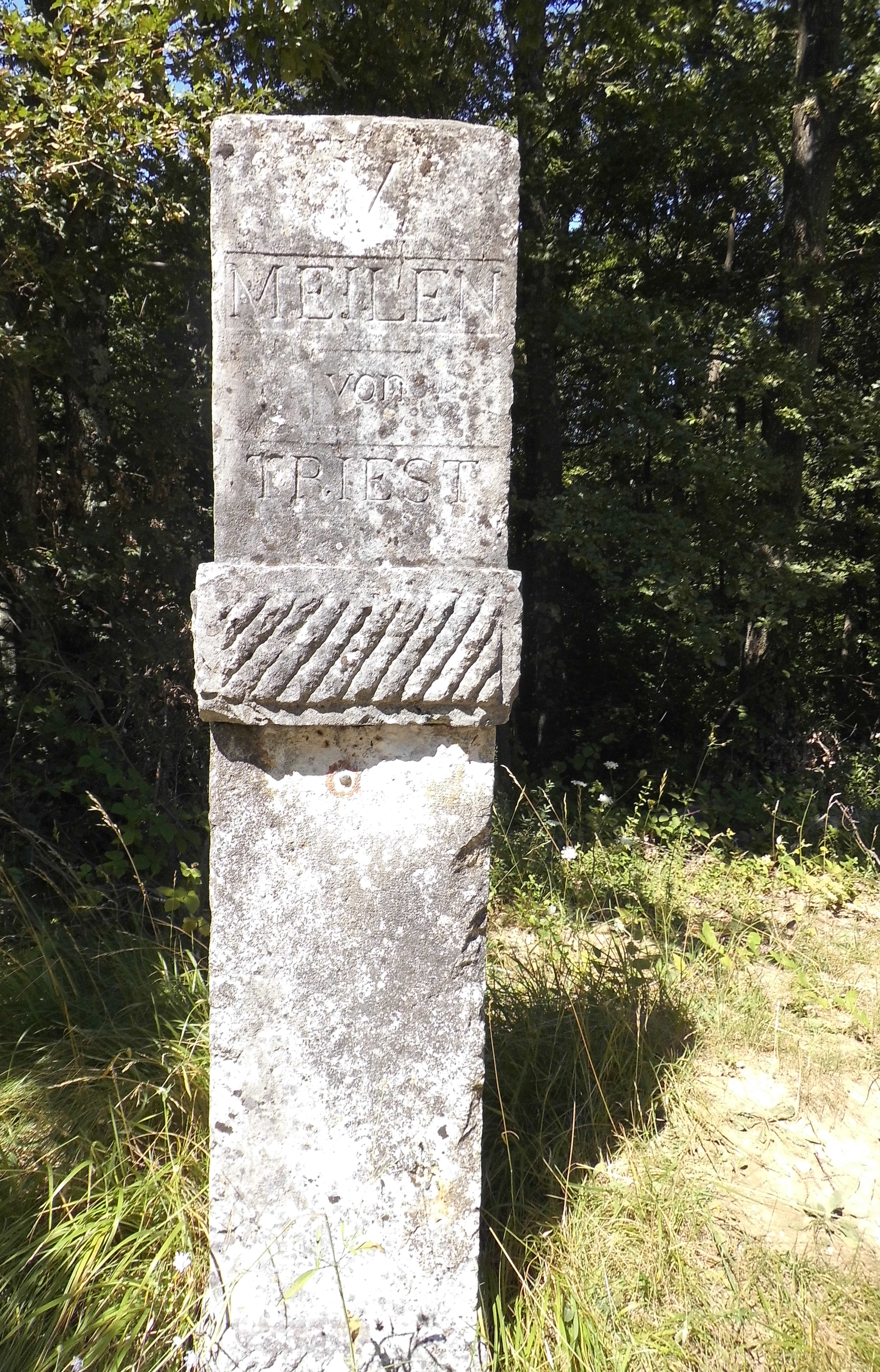
Meilenstein mit Entfernung von Triest

Oprtalj/Portole ist ein Städtchen im Binnenland der Halbinsel Istrien, ca. 10 km nördlich Motovuns/Montonas. Oprtalj/Portole liegt in 378 m Höhe in hügeliger Lage. Nach Triest führt die alte, erste von Österreich ausgebaute Staatsstraße Istriens, woran kurz vor dem Grenzübergang Sveta Lucija nach Brezovica pri Gradinu in Slowenien, im nördlichen Gemeindegebiet, ein massiver Meilenstein erinnert mit der Aufschrift: V Meilen von Triest, wobei eine österreichische Meile 7586 Meter misst. Diese Straße gehört ab Sveta Lucija/Santa Lucia zur Landstraße mit der Ordnungsnummer 5007 (E 751) und durchquert dann das eigentliche Städtchen Oprtalj, führt dann vermittels zahlreicher Serpentinen ins tief eingeschnittene Tal des Flusses Mirna/Quieto (lateinisch Ningus) nach Livade/Levade, einem Ortsteil im Gemeindegebiet, und von dort weiter nach Motovun/Montona.

## Geschichte

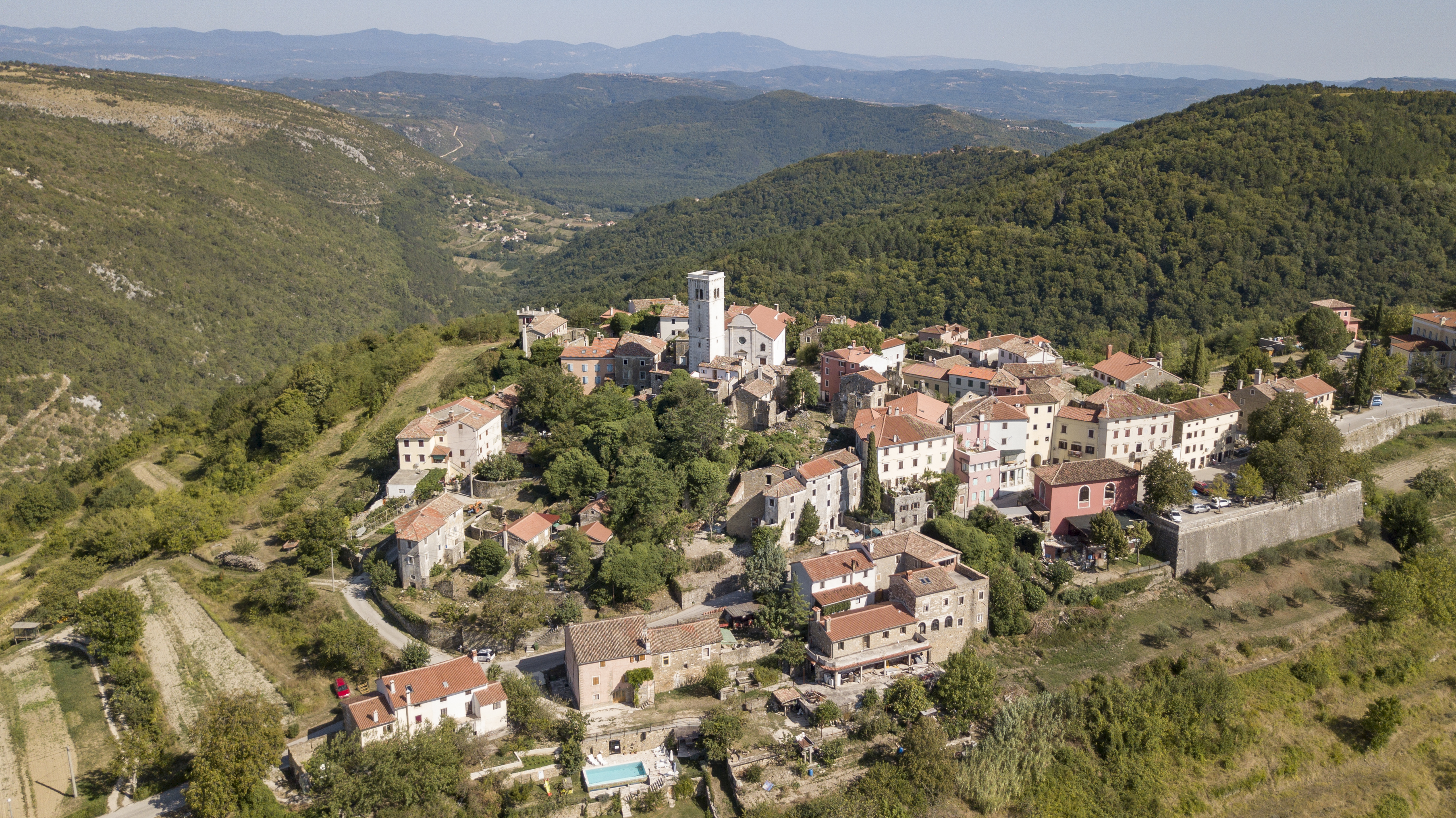
Blick auf Oprtalj

Der Ort geht auf einen Castellier zurück, der entweder den Venetern oder Illyrern zugerechnet wird. Nach der endgültigen römischen Eroberung wurden die Einwohner, Histrier, nicht, wie an der fruchtbaren flacheren Westküste Istriens, vertrieben. Durch die Niederlassung italischer Siedler im Küstengebiet, die erobertes Land durch Kauf oder Schenkung (z. B. an Veteranen) zu Eigentum erwarben, sowie die Gründung römischer Colonien wurden römische Kultur und Wirtschaft in Istrien dominant. Oprtalj/Portole, wie das ganze bergige Hinterland, wurde sukzessive wirtschaftlich und auch kulturell integriert. Doch im Unterschied zum Küstengebiet finden sich im Hinterland Inschriften mit latinisierten illyrischen Namen von Personen und Gottheiten. Der Name Portole geht vermutlich auf die lateinische Bezeichnung Ad Portulae zurück. Der Ningus (heute Mirna/Quieto) unterhalb der Stadt war damals noch schiffbar.
Mit der demographischen und in der Folge auch militärischen Krise des Römischen Reiches konnte das Eindringen neuer Völker ins Imperium nicht mehr abgewehrt werden. Während sich der demographisch ebenso kriselnde istrische Küstensaum, länger halten konnte, zumal römische Flüchtlinge aus dem überrannten Hinterland – bis oben von Pannonien – den Bevölkerungsrückgang vorübergehend aufhielten. Zu Zeiten der Pax Romana waren villae rusticae nicht wehrhaft ummauert und nicht mit bewaffneten Wachen bemannt. Dies änderte sich jetzt. Die Einfälle machten das Leben außerhalb befestigter Städte lebensgefährlich, die Städte errichteten oder erneuerten Stadtmauern. Vermutlich wurde auch Oprtalj/Portole solch ein erneut befestigter Ort, lag er doch in der Anlage eines illyrischen Castelliers.
So finden sich seit der Landnahme der Slawen im 7. Jahrhundert neben der romanischen Bevölkerung, die sich in späteren Jahrhunderten italianisierte, auch slawische Einwohner, die vorwiegend im ländlichen Raum dominierend wurden und sich später u. a. zu Sprechern des heutigen Kroatischen und Slowenischen entwickelten. Die neuen Bewohner und Bebauer des Landes, die Familienhöfe betrieben, und nur teilweise oder lose der Oberhoheit der romanischen Städter unterstanden, lockten Feudalherren aus dem aufstrebenden Mitteleuropa an. Abseits der Küste eroberten deutschsprachige Adelige Gebiete für sich und in der Folge aufgeteilt unter ihre mehreren Söhne. So entstand jenseits des Gebietes, dass die romanischen Küsteneinwohner effektiv beherrschen konnten, ein Feudalgebiet, das als Lehen des Heiligen Römischen Reiches ausgetan wurde.
Ein Bewusstsein als Sprachgruppe bestand weithin nicht, die Idee der Nation stammt ja erst aus dem ausgehenden 18. Jahrhundert, sondern Menschen im ländlichen Raum, egal ob romanischer, illyrischer oder slawischer Abkunft – nach Jahrhunderten der Heiraten ist die Abkunft sowieso ein fragwürdiges Konzept –, adaptierten sich meist an die vorherrschenden Slawischsprachigen dort, wohingegen Städter und Seeleute, ebenso in Absehung ihres Herkommens, romanisch bzw. später eben italienisch sprachen. Der Sprachgebrauch war hauptsächlich funktional bestimmt und viele, deren Tätigkeit und Leben beide Bereiche berührten, waren zweisprachig.
Die früheste erhaltene Erwähnung des Städtchens findet sich in einem Dokument aus dem Jahre 1102. 1209 wurde Oprtalj für den Patriarchen von Aquileia, Wolfger von Erla erobert, der die hochmittelalterliche Markgrafschaft Istrien als säkulares Herrschaftsgebiet für das Patriarchat an sich riss. In den Kämpfen um die Vormacht in der Adria setzte sich die Republik Venedig gegen die Patriarchen durch und 1420 fiel Portole an die Venezianer, die es bis zur Auflösung der Republik 1797 hielten. Napoleon Bonaparte, der Venedig überwältigt hatte, überließ den venezianischen Küstensaum mit Oprtalj der Habsburgermonarchie, die das hinzugewonnene Gebiet mit dem istrischen Hinterland, der seit langem innerösterreichischen Grafschaft Mitterburg (Sitz: Pazin/Pisino) vereinte.
1805 nahm Bonaparte Österreich nunmehr ganz Istrien mit Oprtalj/Portole wieder ab und integrierte es bald in die Illyrischen Provinzen. In dieser Zeit kam es zur Aufhebung der feudalen Beschränkungen für Landbesitz und Grund und Boden wurden in freies Eigentum umgewandelt. In der Folge begann der Aufstieg der ländlichen Bevölkerung. Aus den illyrischen Provinzen wurde das Königreich Illyrien, das einen neuen Titel der habsburgischen Krone darstellte. Verwaltungstechnisch gehörte Oprtalj/Portole nach der Reform von 1867 zum Kronland Istrien, einer Selbstverwaltungseinheit im Rahmen der österreichischen Reichshälfte Österreich-Ungarns (Cisleithanien). Istrien unterstand dabei aber – zusammen mit der Freien Stadt Triest und der Grafschaft Görz – der cisleithanischen Statthalterei für das Küstenland – mit Sitz in Triest. Im Zuge der Trennung von Verwaltung und Justiz entstand 1868 der Bezirk Parenzo, zu dem Portole bis 1918 gehörte.
Die Gegensätze zwischen Italienischsprachigen und Slawischsprachigen verstärkten sich mit dem wirtschaftlichen Aufstieg der Landbevölkerung nach der napoléonischen Schaffung freien Eigentums und der österreichischen Bauernbefreiung von Frondiensten und -abgaben. Der Umstieg von Subsistenz- zu Marktproduktion erlaubte den gesellschaftlichen Aufstieg außerhalb der italienischsprachigen Städte. Nun avancierten Personen aus dem ländlichen Raum zu ansehnlichen Steuerzahlern, ohne sich in einer Stadt an die italienische Sprache adaptiert zu haben. Doch die Mandate in dem Selbstverwaltungsorgan der neuzeitlichen Markgrafschaft Istrien, dem Landtag zu Parenzo/Poreč, wurden nicht nur nach Steuerklassen, sondern auch in einer regionalen Wahlkreiseinteilung gewählt, wobei der Küstensaum gegenüber dem Hinterland überrepräsentiert war, was auf eine Dominanz italienischsprachiger Abgeordneter hinauslief. Da aber nun der wirtschaftliche Aufstieg nicht mehr zwingend mit einer Italianisierung in den Städten einherging, bedurfte es auch slawischer höherer Bildungsanstalten (Gymnasien), deren Einrichtung der Landtag aber verschleppte und möglichst unterband. Diese Diskriminierung lud sich zunehmend zu einem Sprachenkampf auf. Die slawischsprachige Bevölkerung verlangte nun auch verstärkte Vertretung im Landtag, Wien und die deutschsprachige küstenländische Statthalterei in Triest versuchten den Streit zu orchestrieren möglichst, ohne dass die streitenden Parteien sich gegen Wien verbündeten. Die Zahl der Mandate fürs istrische Binnenland stieg nur langsam und auch die staatlichen slawischsprachigen Bildungsangebote nahmen zwar zu, doch blieben hinter dem Bedarf zurück.
Von 1902 bis 1935 war Oprtalj/Portole an das Bahnnetz angeschlossen. Die Aktiengesellschaft Trieste Parenzo Canfanaro (T.P.C.) erbaute eine 123 km lange Schmalspurbahn – im Volksmund Parenzana genannt –, die vom triestinischen Bahnhof Stazione dello Stato u. a. über Optrtalj bis Poreč/Parenzo führte. Sie wurde zunächst von den k.k. österreichische Staatsbahnen und ab 1920 von den Ferrovie dello Stato betrieben. Zum geplanten Ausbau bis Kanfanar/Canfanaro kam es nie. Durch den Bahnanschluss wurde die Vermarktung lokaler Produkte auf den Märkten Österreich-Ungarns aber auch international wesentlich erleichtert. Der Bahnhof Oprtalj/Portole lag allerdings rund 100 Höhenmeter unterhalb der Ortslage. Vom ehemaligen Bahnhof existieren nur noch ein paar Grundmauern.
Nach der Niederlage Österreich-Ungarns im Ersten Weltkrieg wurde Oprtalj/Portole mit ganz Istrien ins Königreich Italien eingegliedert.
1943 kam Oprtalj/Portole unter großdeutsche Besatzung und gehörte bis 1945 zur Operationszone Adriatisches Küstenland. Dann folgte die alliierte Besatzung durch Briten und Amerikaner. Aufgeheizte slawischsprachige Partisanen terrorisierten Italienischsprachige, und rechtfertigten sich damit, dass Italienischsprachige kollektiv für die faschistische antislawische Volkstumspolitik verantwortlich seien (siehe:Foibe-Massaker).
1947 schufen Briten und Amerikaner das Freie Territorium Triest, eine amerikanisch-britisch-jugoslawische Besatzungszone um Triest, die unmittelbar ans Gemeindegebiet von Oprtalj anschloss. Oprtalj selbst wurde nach dem Vertrag von Paris (Friedensvertrag der Alliierten mit Italien) 1947 von Jugoslawien annektiert und kam an die kroatische Teilrepublik. Entsprechend kam nun slawische Volkstumspolitik offen zum Tragen. Gemäß dem Friedensvertrag war das Freie Territorium Triest in zwei Zonen, A und B, geteilt, wobei das nunmehr jugoslawische Oprtalj an die Zone B grenzte, in der Jugoslawien die Rolle der Besatzungsmacht innehatte. Nach einem Memorandum, unterzeichnet von Großbritannien, Italien, den USA und Jugoslawien, übernahm letzteres 1954 die Verwaltung der Zone B, nach dem Vertrag von Osimo 1975 kam sie auch völkerrechtlich an Jugoslawien.
Die Vertreibung und der Exodus der italienischsprachigen Portolanen und aller, die eine kommunistische Machtübernahme fürchteten, war zu der Zeit weitgehend abgeschlossen. Die Zahl der Portolanen war dadurch um 80 % gefallen, der Ort ein Geisterstädtchen geworden. Zuzug von slawischsprachigen Portolanen aus den Landgebieten der Gemeinde konnte das nicht ausgleichen, zumal die Landflucht zu einem allgemeinen Bevölkerungsrückgang in diesen Gebieten führte.
Auch mit der Unabhängigkeit Kroatiens blieb Oprtalj/Portole Teil dieser Republik. Bei der Einführung einer verstärkten kommunalen Selbstverwaltung in Kroatien 1993 erhielt Oprtalj mit den unten genannten Ortsteilen den Status einer Gemeinde (Općina/Comune). Nach dem Jugoslawienkrieg initiierte Miroslav Nemec mit einigen Kollegen der deutschen Kulturszene (u. a. Doris Dörrie) den Förderverein "Hand in Hand" für Kriegswaisen egal welcher jugoslawischen Provenienz, jetzt allgemein für Waisen. Diese Stiftung hat vier der vorher leerstehend verfallenen Stadthäuser erworben und renoviert und als Heim ausgebaut.
Für alle Kinder in der Gemeinde besteht am östlichen Ortseingang eine Schule in einer repräsentativen Villa, die vor dem jugoslawischen Kommunismus einem Fabrikanten gehörte.

## Siedlungen im Gemeindegebiet
Die Siedlungen (kroatisch naselje) sind in alphabetischer Folge der kroatischen Namen aufgeführt, dahinter jeweils die italienischen Bezeichnungen. Unter Mussolini wurden verschiedene Orte in Italien – zu Recht oder spekulativ – mit bekannten antiken Orten identifiziert und entsprechend umbenannt. Der Ortsteil Zrenj/Sdregna, der in der Kirchentradition mit dem Geburtsort des Kirchenvaters und lateinischen Übersetzers der Bibel Sophronius Eusebius Hieronymus identifiziert wird, wurde daher in Stridone umbenannt, da der antike Name seines Geburtsorts als Stridon überliefert ist. Čepić dagegen erhielt die neue italienische Schreibweise Ceppi, weil die ältere Ceppich mit ihrer fürs Italienische ungewöhnlichen konsonantischen Endung anklingen ließ, dass der Ortsname nicht italienischen Ursprungs war. Für einige Orte waren in alten Dokumenten und sind z. T. in der historischen Literatur auch noch heute abgeleitete bzw. eigene deutsche Bezeichnungen in Gebrauch.
- Bencani / Benzani
- Čepić / Ceppich (1936–1947 italienisch Ceppi di Sterna)
- Golubići / Golobici
- Gradinje / Gradigne
- Ipši / Ipsi
- Krajići / Craici
- Livade / Levade
- Oprtalj / Portole d'Istria (veraltet deutsch Pörzol)
- Pirelići / Perelici
- Sveta Lucija / Santa Lucia
- Sveti Ivan / San Giovanni
- Šorgi / Sorghi
- Vižintini / Visintini
- Vižintini Vrhi / Monti di Visintini
- Zrenj / Stridone (vor 1936 Sdregna; veraltet deutsch Strengen)
- Žnjidarići / Znidarici

## Thermalbad Istarske Toplice
Auf dem Gemeindegebiet befindet sich das Thermalbad Istarske Toplice (italienisch Terme di Santo Stefano, veraltet deutsch Niedergrund).

## Sehenswürdigkeiten

### Im eigentlichen Oprtalj

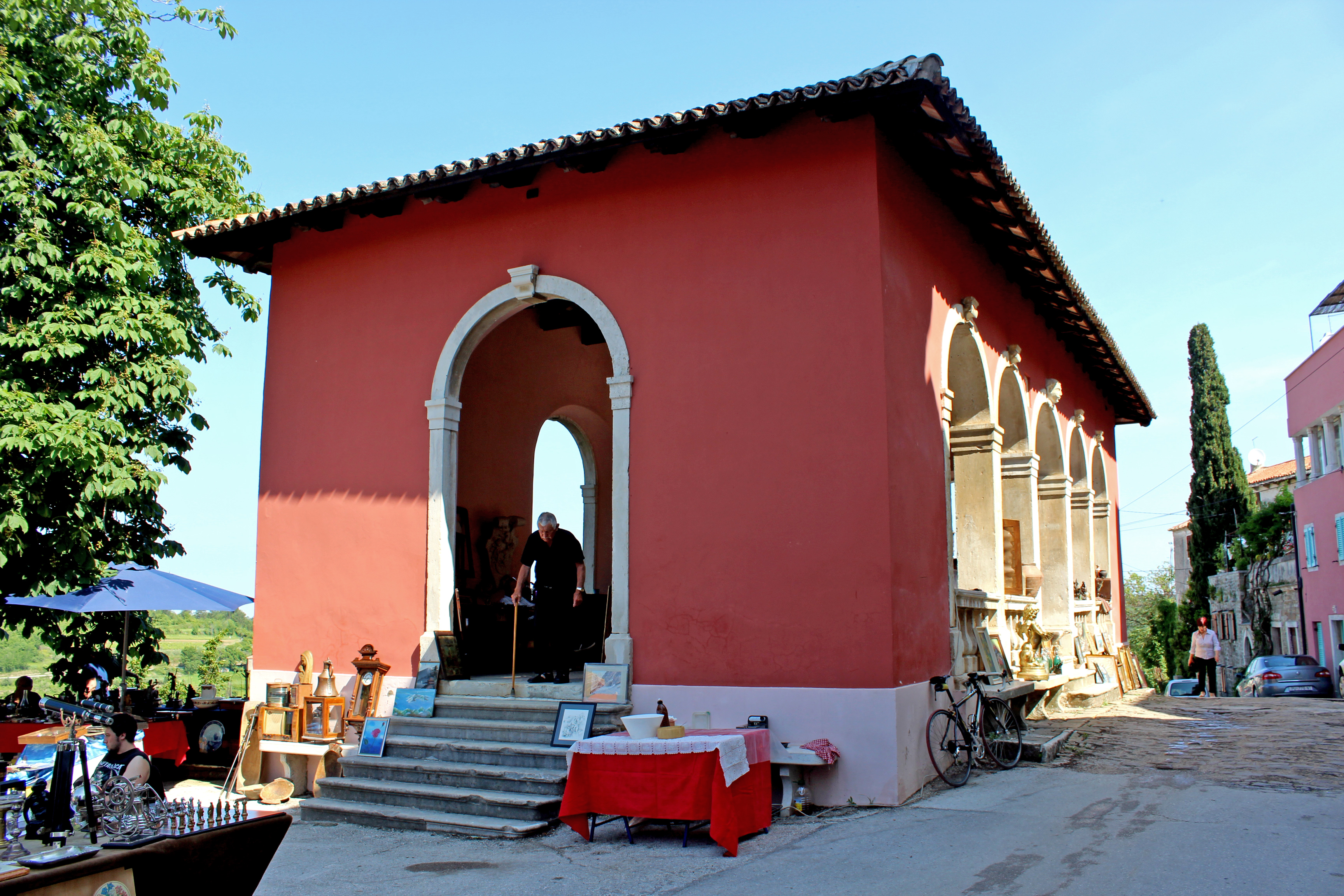
Loggia, während des Flohmarkts
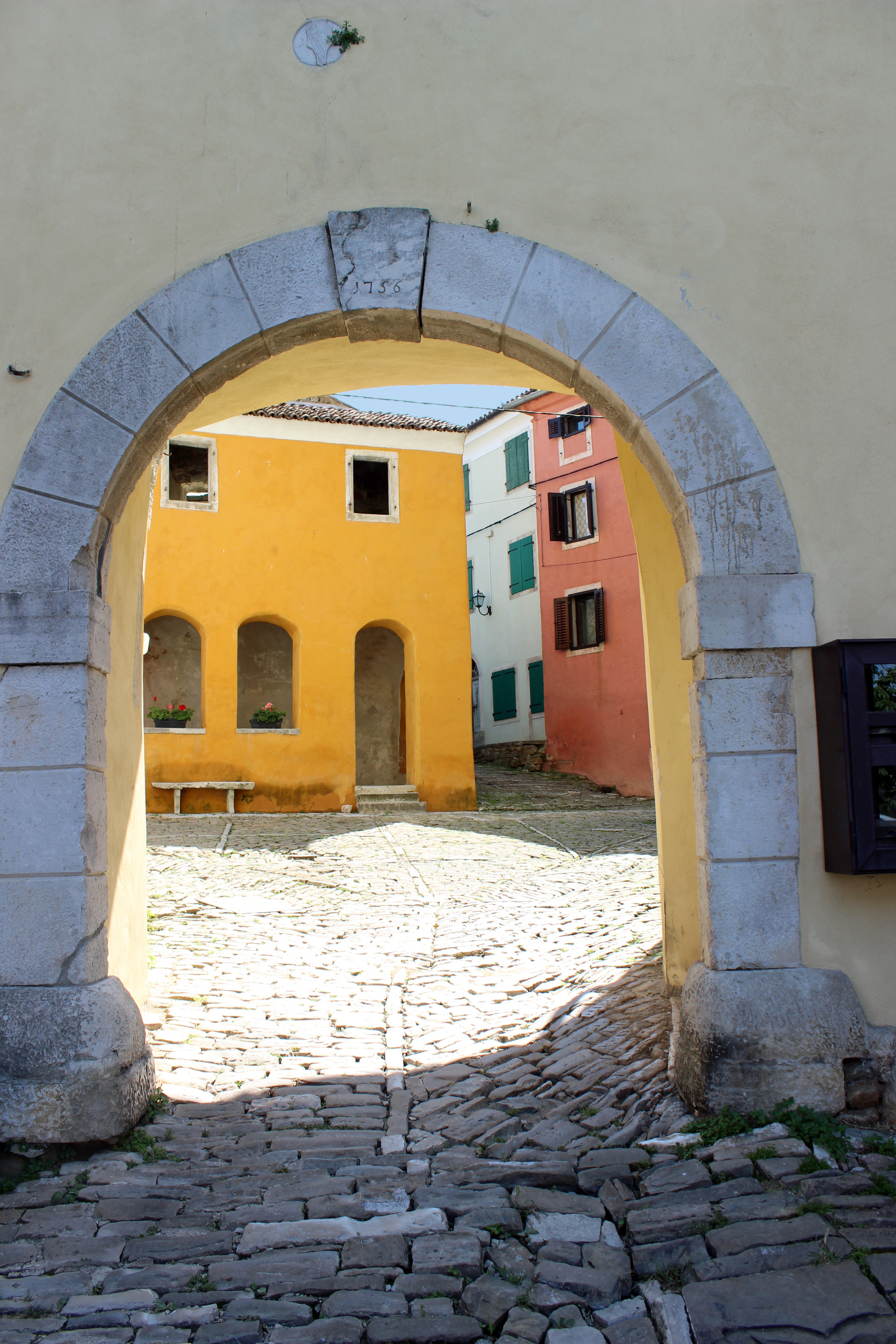
Stadttor von 1756
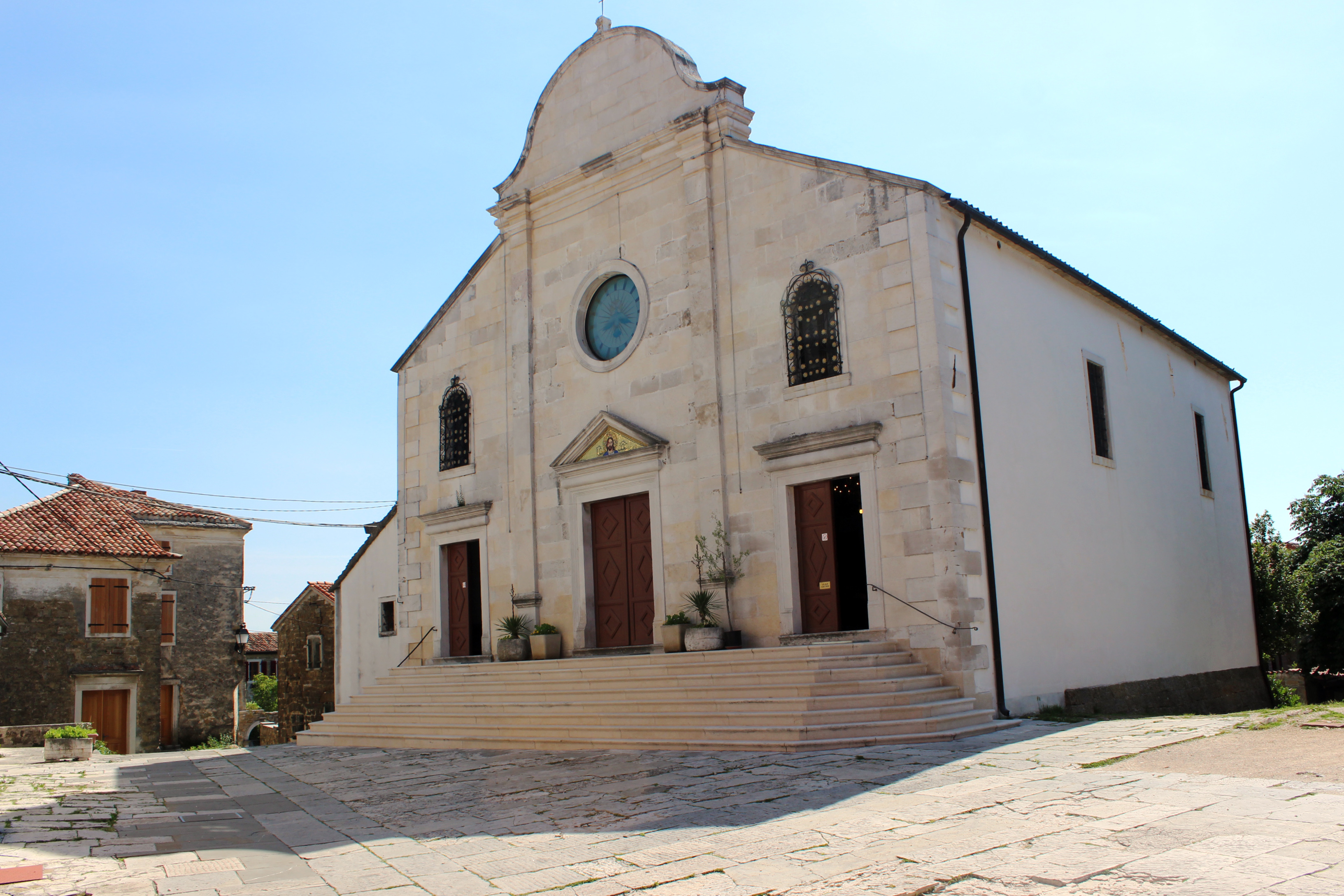
Dom St. Georg
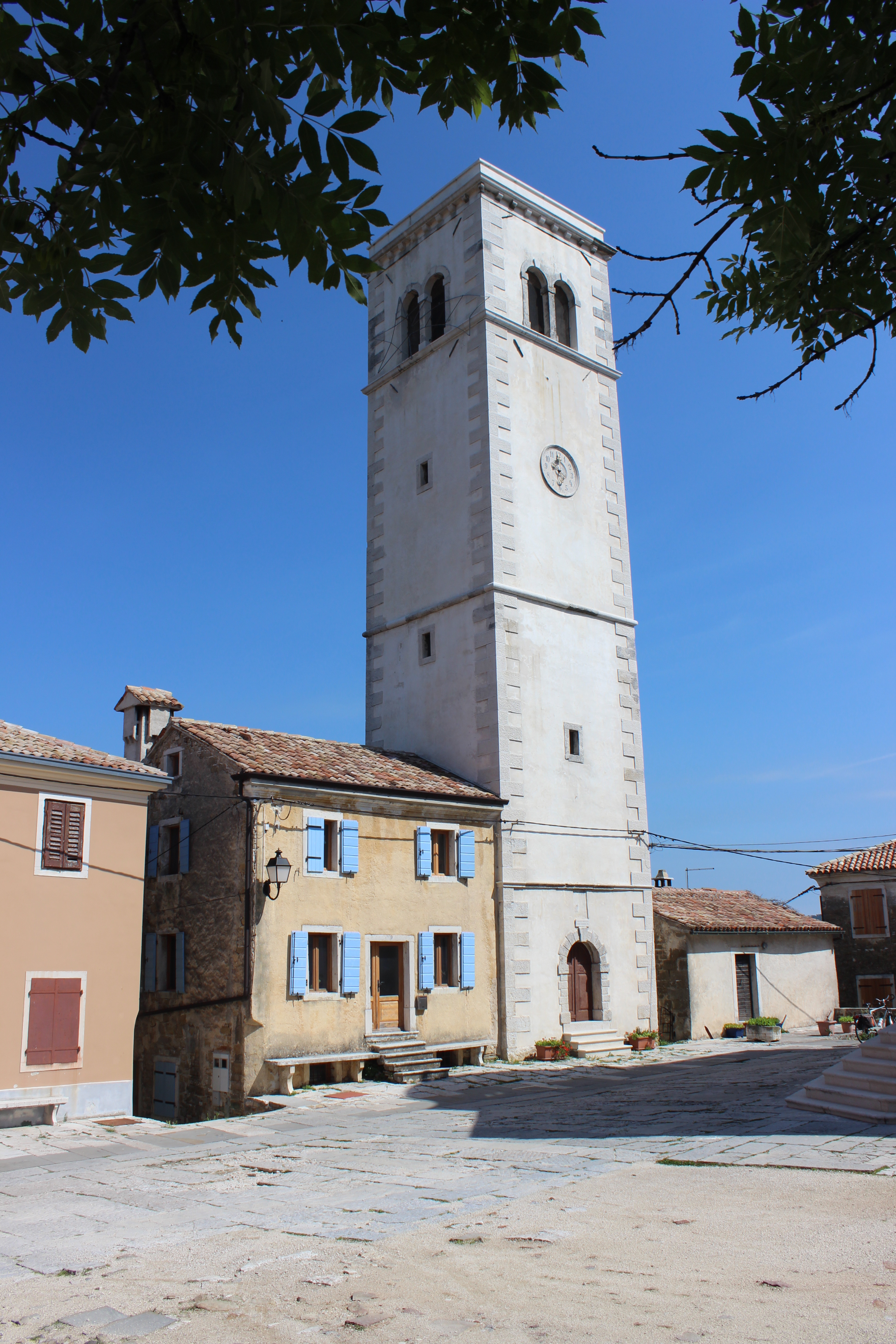
Campanile des Doms
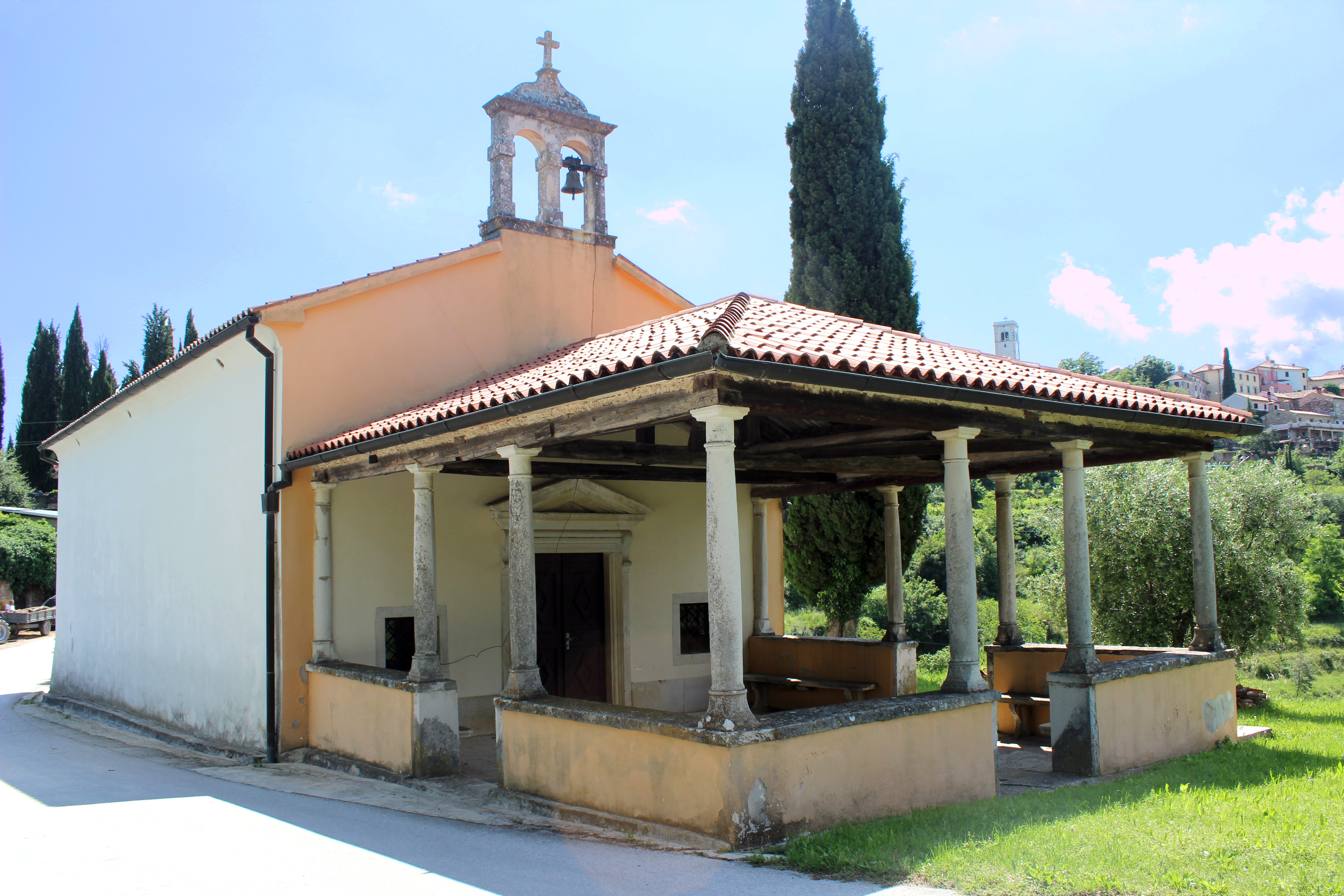
Kirche Unser Lieben Frau der Griechen
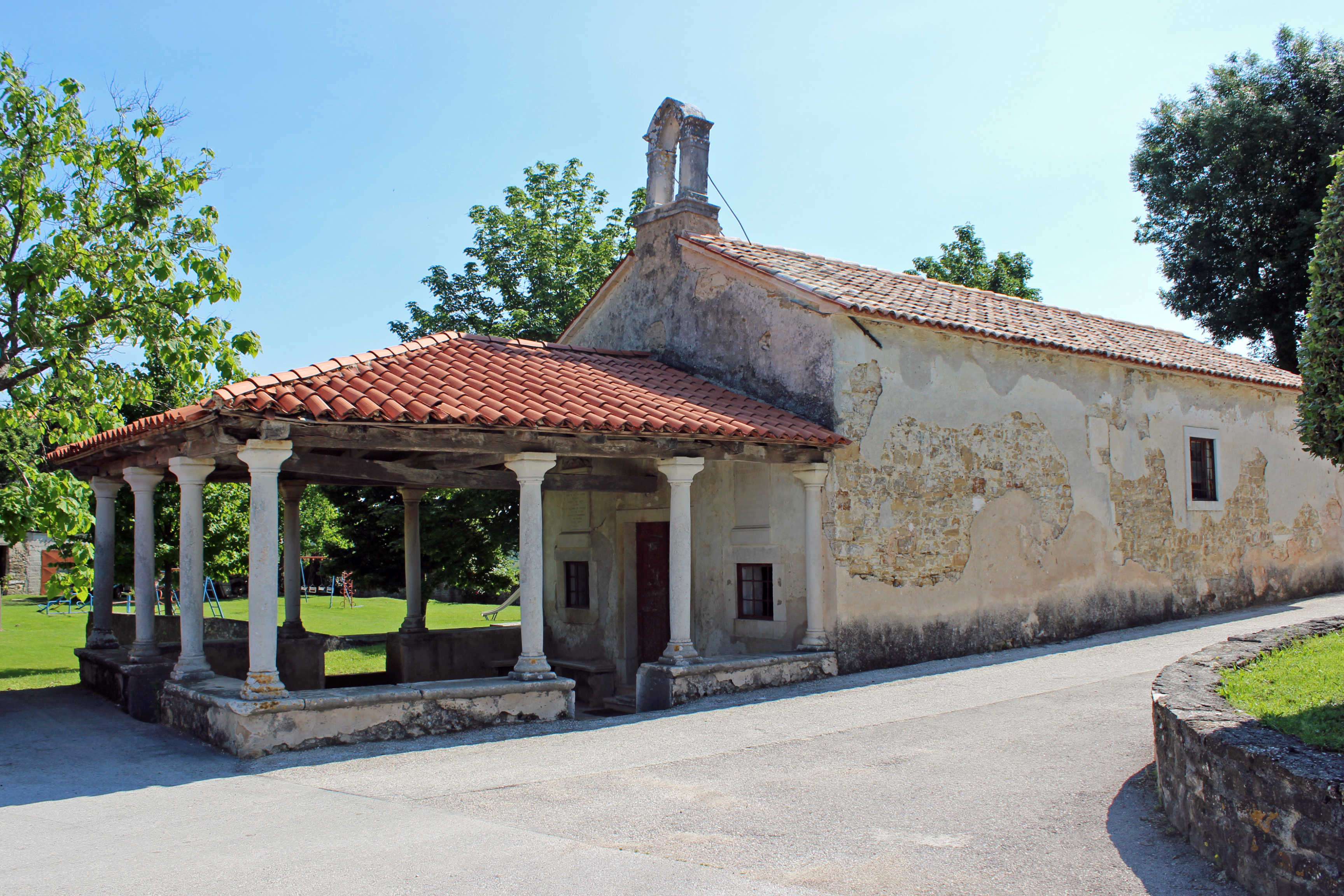
Kirche St. Rochus

#### Stadttor
Eingebettet zwischen Häusern befindet es sich gegenüber der Loggia und wurde in seiner heutigen Form 1756 errichtet.

#### Venezianische Loggia (Lođa / Loggia)
Gegenüber dem alten Stadttor ließ der portolanische Podestà im 16. Jahrhundert eine Loggia im Stil der Renaissance errichten, wo bis 1797 das Gericht tagte und Bekanntmachungen kundgetan wurden. Sie wurde im 18. Jahrhundert und 2006 renoviert. Sie birgt Steinfragmente und steinerne Wappen aus römischer, venezianischer und jüngerer Zeit, darunter einen venezianischen Markuslöwen, der einst am Rathaus hing.

#### Kath. Dom St. Georg (Crkva Sv. Jurja / Duomo di San Giorgio)
Die Bezeichnung Dom trägt die Kirche nicht, weil sie eine Kathedrale war oder ist, sondern einst als Stiftskirche mit einem Stiftsherrenkollegium diente. Der heutige Bau entstand im Jahr 1526 an Stelle eines Vorgängerbaus, der wahrscheinlich ins 6. Jahrhundert zurückdatiert. Die Kirche wurde 1774 renoviert. Die heutige Fassade stammt aus dem 17. Jahrhundert. Die schmiedeeisernen Verzierungen an den Fenstern und die große Freitreppe kamen im 18. Jahrhundert dazu.
Zur Ausstattung gehören Werke – u. a. ein Altargemälde von Baldassarre d'Anna aus dem 17. Jh. – aus dem 16., 17. und 18. Jahrhundert sowie eine Orgel von Gaetano Callido aus dem 18. Jahrhundert. Der 27 m hohe Campanile entstand 1740 und wurde 2007–2008 renoviert. Er diente auch als Wehrturm. Von seinen drei Glocken diente eine als Sturm- und Feuerglocke, eine – die kleinste – läutete die Sperrstunde ein.

#### Kath. Kirche St. Rochus (Crkva Sv. Roka / Chiesa di San Rocco)
Die einschiffige Kirche befindet sich am südlichen Zugang zur Stadt neben der Schule. Den Eingang überschattet eine Loggia. Die Kirche wurde 1581 an Stelle eines Vorgängerbaus errichtet. Den Innenraum schmücken Fresken des Künstlers Antun iz Padove, die Heilige darstellen. Die Kirche wurde 1913 renoviert und birgt die Wappen und Stiftungsinschriften alter portolanischer Familien.

#### Kath. Kirche Unserer Lieben Frau der Griechen (Crkva Sv. Marije / Chiesa della Madonna dei Greci)
Die einschiffige Kirche befindet sich am westlichen Zugang zur Stadt am Ende einer herrlichen Zypressenallee. Die Kirche entstand 1479 als Kirche einer der ehemals zahlreichen portolanischen katholischen Bruderschaften. 1770 wurde dem Eingang eine schattige Loggia vorgebaut. Im Innenraum schmückte der Meister Clerigino di Capodistria die Wände mit spätgotischen Fresken Marias von Nazareth im Schutzmantel, darunter Bilder von Mitgliedern der Bruderschaft (Nordwand), der Himmelfahrt Mariens (Südwand), von Propheten (unterm Triumphbogen überm Chor), sowie von Heiligen (auf dem Triumphbogen).

#### Kath. Kirche St. Helena (Crkva Sv. Jelene/Chiesa di Santa Elena)
Etwas südlich außerhalb des Städtchens, an der Straße nach Motovun/Montona steht diese Kirche gut sichtbar etwas ab von der Straße auf dem gleichnamigen Hügel. Diese einschiffige Kirche aus dem 15. Jahrhundert birgt im Innern Fresken Clerigino di Capodistrias, die die Majestas Domini, Heilige, Evangelisten und die Himmelfahrt Jesu von Nazareth zeigen. Außerdem hat sich eine glagolitische Inschrift aus dem Jahre 1496 erhalten.

### In Vižintini Vrhi/Monti di Visintini

#### Kath. Kirche St. Leonhard (Crkva Sveti Leonarda/Chiesa San Leonardo)
Die einschiffige Kirche steht außerhalb des Ortskerns in Einzellage und wurde 1894 neu erbaut an Stelle eines Vorgängerbaus, von dem Teile erhalten und in den jetzigen Bau integriert wurden. Das Dach ist mit den traditionellen, unregelmäßig gebrochenen flachen Natursteinen gedeckt. Aus dem Vorgängerbau stammen Fresken aus der ersten Hälfte des 15. Jahrhunderts sowie ein Altarretabel des zaratinischen Künstlers Zorzi Ventura aus dem 17. Jahrhundert.

## Bevölkerungsentwicklung
Die Tabelle zeigt die Bevölkerungsentwicklung des eigentlichen Städtchens ohne die inzwischen eingemeindeten Dörfer der Umgebung.
| Bevölkerungszahlen nach Jahren | Bevölkerungszahlen nach Jahren | Bevölkerungszahlen nach Jahren | Bevölkerungszahlen nach Jahren | Bevölkerungszahlen nach Jahren | Bevölkerungszahlen nach Jahren | Bevölkerungszahlen nach Jahren | Bevölkerungszahlen nach Jahren | Bevölkerungszahlen nach Jahren | Bevölkerungszahlen nach Jahren | Bevölkerungszahlen nach Jahren | Bevölkerungszahlen nach Jahren | Bevölkerungszahlen nach Jahren | Bevölkerungszahlen nach Jahren | Bevölkerungszahlen nach Jahren |
| ------------------------------ | ------------------------------ | ------------------------------ | ------------------------------ | ------------------------------ | ------------------------------ | ------------------------------ | ------------------------------ | ------------------------------ | ------------------------------ | ------------------------------ | ------------------------------ | ------------------------------ | ------------------------------ | ------------------------------ |
| 1857                           | 1869                           | 1880                           | 1890                           | 1900                           | 1910                           | 1921                           | 1931                           | 1948                           | 1953                           | 1961                           | 1971                           | 1981                           | 1991                           | 2001                           |
| 2667                           | 2825                           | 619                            | 610                            | 587                            | 762                            | 3271                           | 3138                           | 293                            | 223                            | 169                            | 104                            | 87                             | 104                            | 118                            |